# Форт-Вашингтон (Меріленд)
Форт-Вашингтон (англ. Fort Washington) — переписна місцевість (CDP) в США, в окрузі Графство принца Георга штату Меріленд. Населення — 24 261 особа (2020).

## Географія
Форт-Вашингтон розташований за координатами 38°44′4″ пн. ш. 77°0′37″ зх. д. / 38.73444° пн. ш. 77.01028° зх. д. (38.734327, -77.010387).  За даними Бюро перепису населення США в 2010 році переписна місцевість мала площу 42,91 км², з яких 35,72 км² — суходіл та 7,19 км² — водойми.

## Демографія
Згідно з переписом 2010 року, у переписній місцевості мешкало 23 717 осіб у 8135 домогосподарствах у складі 6319 родин. Густота населення становила 553 особи/км².  Було 8681 помешкання (202/км²).
Расовий склад населення:
| - 70,6 % — чорних або афроамериканців - 13,4 % — білих - 9,2 % — азіатів - 0,2 % — корінних американців - 3,3 % — осіб інших рас |

До двох чи більше рас належало 3,3 %. Частка іспаномовних становила 6,6 % від усіх жителів.
За віковим діапазоном населення розподілялося таким чином: 21,7 % — особи молодші 18 років, 62,2 % — особи у віці 18—64 років, 16,1 % — особи у віці 65 років та старші. Медіана віку мешканця становила 44,3 року. На 100 осіб жіночої статі у переписній місцевості припадало 91,6 чоловіків;  на 100 жінок у віці від 18 років та старших — 88,4 чоловіків також старших 18 років.
Середній дохід на одне домашнє господарство  становив 120 507 доларів США (медіана — 104 132), а середній дохід на одну сім'ю — 133 127 доларів (медіана — 118 635). Медіана доходів становила 63 788 доларів для чоловіків та 65 390 доларів для жінок. За межею бідності перебувало 5,2 % осіб, у тому числі 10,2 % дітей у віці до 18 років та 3,9 % осіб у віці 65 років та старших.
Цивільне працевлаштоване населення становило 12 347 осіб. Основні галузі зайнятості: освіта, охорона здоров'я та соціальна допомога — 21,1 %, публічна адміністрація — 20,4 %, науковці, спеціалісти, менеджери — 15,3 %.